# V Всероссийский съезд Советов
V Всероссийский съезд Советов (Пятый Всероссийский Съезд Советов Рабочих, Солдатских, Крестьянских и Казачьих Депутатов), 4 — 10 июля 1918, Москва.

## Состав Съезда

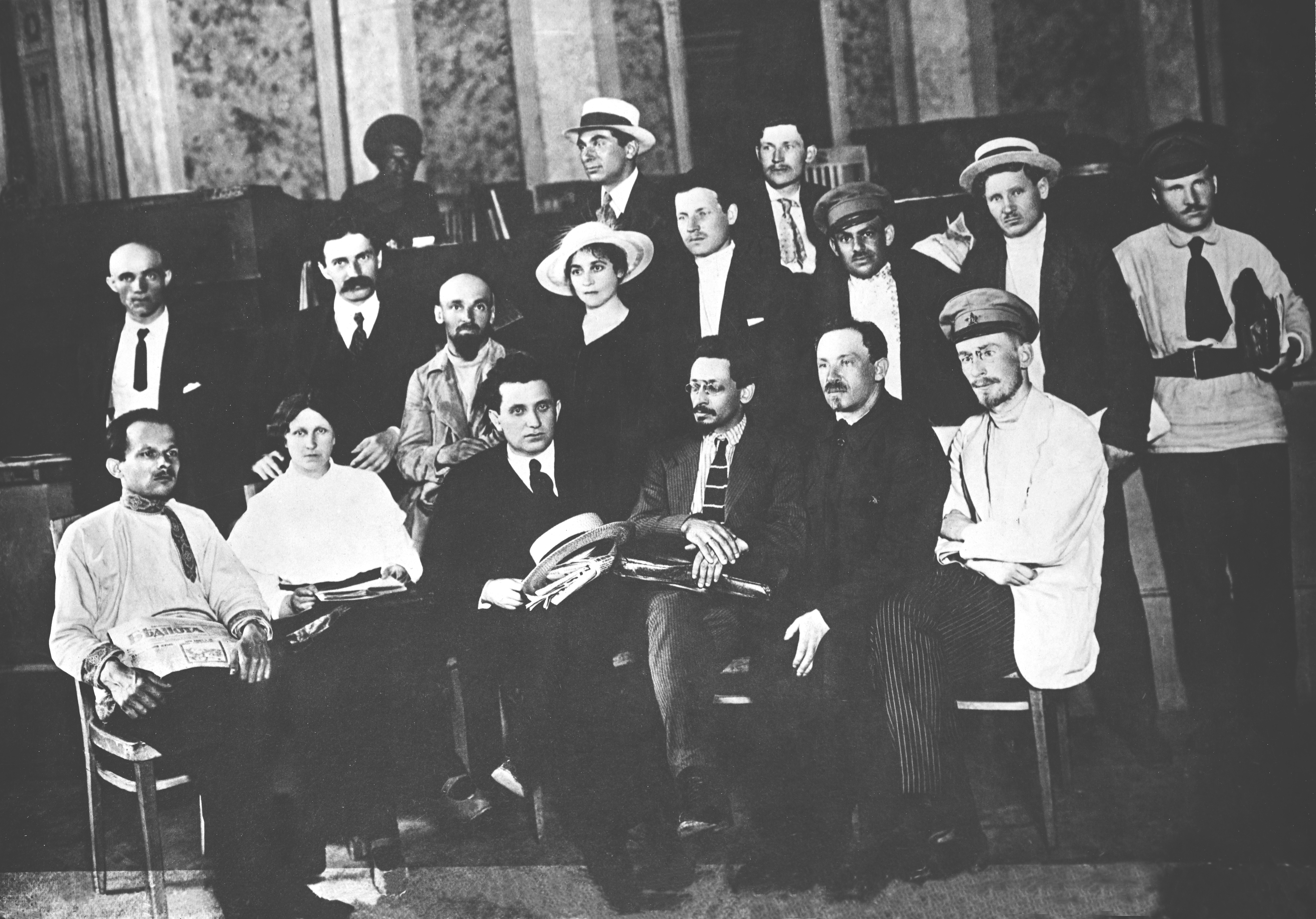
Делегаты от фракции большевиков

На съезде присутствовало 1164 делегата с решающим голосом: 
- 773 большевика;
- 353 левых эсера;
- 17 максималистов;
- 4 анархиста;
- 4 меньшевика-интернационалиста;
- 2 представителя национальных групп («Дашнакцутюн», Поалей Цион);
- 1 правый эсер;
- 10 беспартийных.

Около 6 часов вечера 6 июля 1918 года левоэсеровская фракция была арестована в связи с событиями, известными как восстание левых эсеров. Вместе с эсерами были арестованы и представители других партий, кроме большевиков. Третье и четвёртое заседания Съезда проходили уже при абсолютном доминировании большевиков.

## История

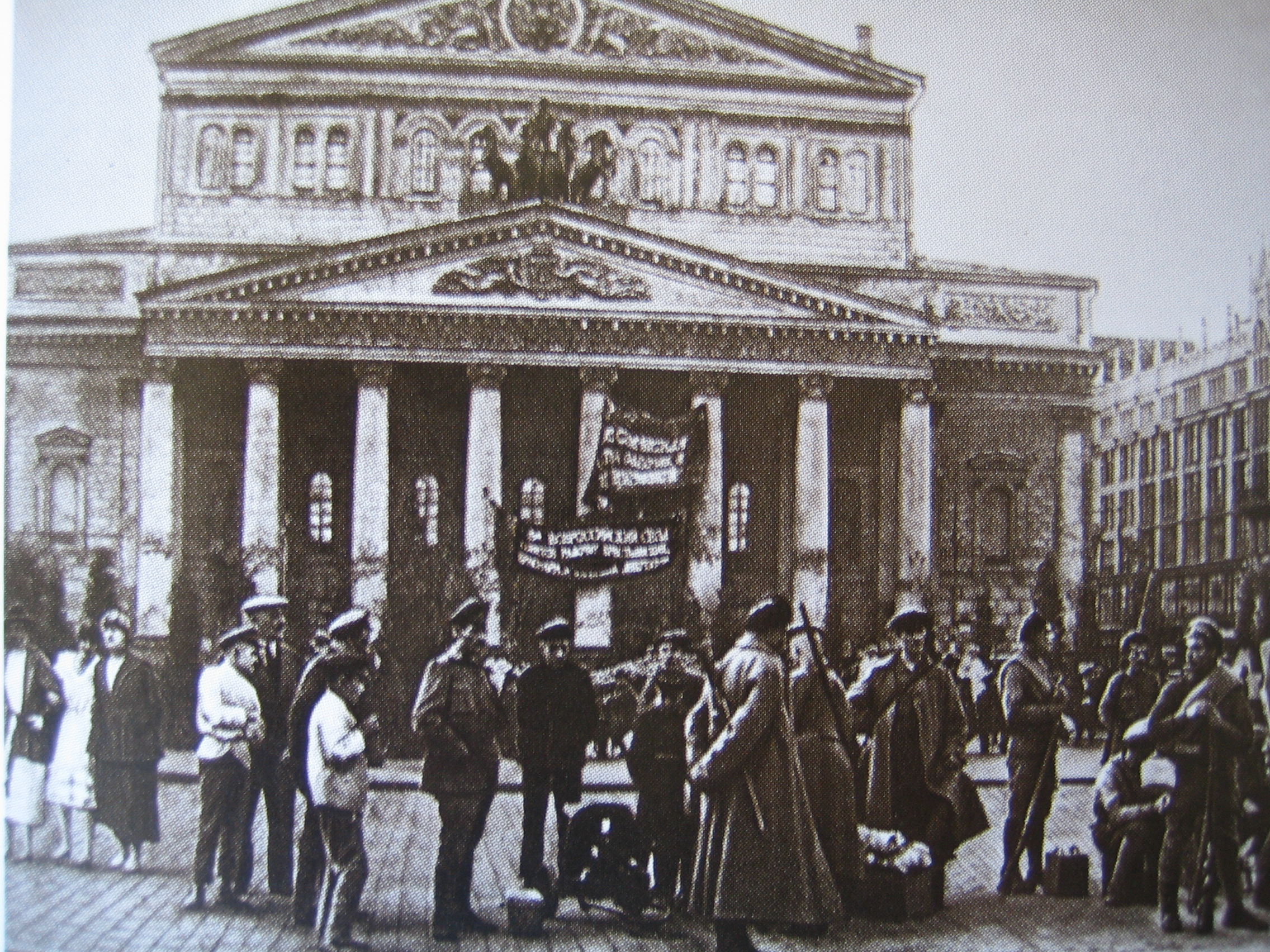
Делегаты съезда перед зданием Большого театра

### 4 — 5 июля
Первое заседание началось 4 июля в 4 часа дня, Съезд открыл председатель Я. М. Свердлов. После обсуждения был принят порядок дня, предложенный ЦИК:
 
1) Отчёты ЦИК и Совета народных комиссаров (докладчики В.И. Ленин и Я. М. Свердлов);

2) Продовольственный вопрос (А. Д. Цюрупа);

3) Организация социалистической Красной армии (Л. Д. Троцкий);

4) Конституция Российской Республики (Ю. М. Стеклов);

5) Выборы ВЦИК.

Принятая в конце первого заседания резолюция (составленная заранее, ещё до начала Съезда) гласила: исключительное право решать все вопросы, связанные с войной и миром, принадлежат Всероссийскому съезду Советов и уполномоченным органам ЦИК и Совнаркому; народному комиссару по военным делам Л. Д. Троцкому поручить очистить красноармейские части от провокаторов и «наёмников империализма»; направить в Курск — Льгов чрезвычайную комиссию для подавления провокаций и установления порядка.
Второе заседание было открыто под председательством М. М. Лашевича 5 июля 1918 года. Обсуждались проблемы Украины (частично оккупированной германскими войсками); конституции; смертной казни (неоднократные упоминания этого вопроса были встречены возгласами из зала «Долой смертную казнь!»; Свердлов произнёс речь о необходимости этой меры, ему возразила от имени левых эсеров М. А. Спиридонова, высказавшись за революционный террор, но против смертной казни); вопросы крестьянства (с критикой большевистской политики в деревне выступила Спиридонова); затем обстоятельное выступление Ленина, затрагивающее множество вопросов и встреченное бурными аплодисментами; далее речь левого эсера Камкова и продолжительные споры по вопросу о Брестском мире и призывы левых эсеров к его разрыву.

### 6 — 8 июля. Перерыв в работе Съезда
6 июля 1918 года, около трёх часов дня левые эсеры Яков Блюмкин и Николай Андреев осуществили убийство германского посла графа Мирбаха, проникнув в особняк посольства по поддельным документам и скрывшись с места преступления. Таким образом, с помощью террористического акта против «агентов империализма» ЦК левых эсеров рассчитывал повлиять на политику советской власти, которую не могли изменить легитимным путём — спровоцировать Германию на разрыв Брестского мира и заставить большевиков отказаться от «позорной политики соглашательства». Председатель ВЧК Ф. Э. Дзержинский прибывший в штаб левых эсеров, чтобы арестовать террористов, сам оказался арестован. В связи с этими событиями около шести часов вечера 6 июля фракция левых эсеров была в полном составе арестована в Большом театре, так же как и представители остальных партий, кроме большевиков (всего 450 человек).
Из воспоминаний Якова Петерса:
Тут как раз позвонил Троцкий или Владимир Ильич — не помню — и сказал, чтобы Лацис остался в ВЧК, а я вместе с другими пошел в Большой театр и арестовал фракцию левых эсеров. Мы пошли в театр... Кто-то из нас вышел на сцену, объявил, что собирается фракция большевиков, и чтобы все большевики выходили из театра. При выходах же мы установили проверку документов и выпускали сначала только коммунистов. Но, понятно, очень скоро эта хитрость была обнаружена эсерами и др., но они ничем на это не реагировали... Потом стали пускать по рекомендациям, по документам. В конце концов, в театре остались левые эсеры, интернационалисты и беспартийные. Помню, что некоторые из них волновались, задавали вопрос, что это значит, так как положение им было неизвестно.
До позднего вечера изолированные левые эсеры проводили совещания, решали организационные вопросы, переизбрали бюро фракции и приняли декларацию по поводу убийства Мирбаха, которую намеревались зачитать после возобновления работы Съезда, затем пели революционные песни и, наконец, устроились спать. В это время в Москве разворачивалось вооружённое противостояние. К рассвету 7 июля восстание левых эсеров было подавлено. В ночь на 8 июля арестованные левые эсеры были разоружены и перемещены в Малый театр, так как 9 июля в Большом театре должна была возобновиться работа Съезда.

### 9 — 10 июля

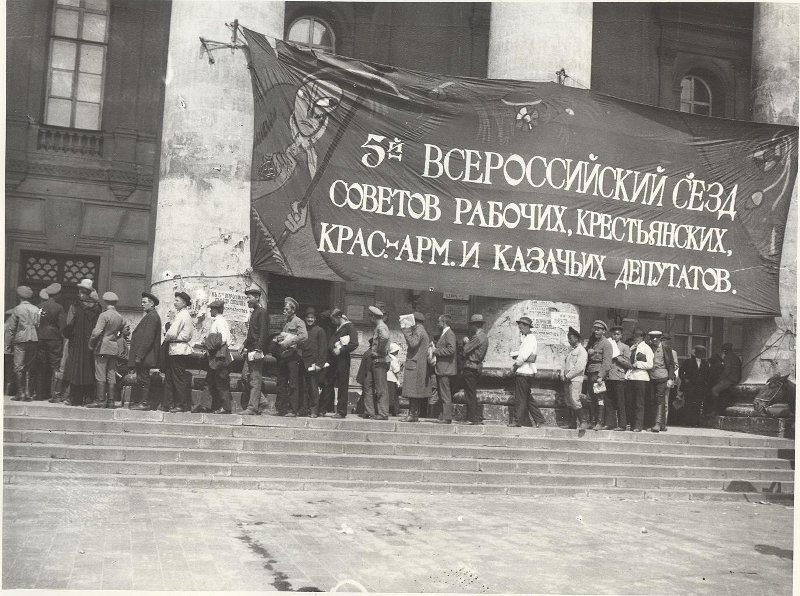
Большой театр во время V Всероссийского съезда Советов

Третье заседание началось 9 июля в 14-30 под председательством Свердлова. Первым выступал Троцкий с докладом о только что произошедших в Москве событиях, резко осудив действия левых эсеров и заявив: «эта партия убила себя в дни 6 и 7 июля навсегда». Партия левых социалистов-революционеров, её судьба и отношения большевиков к левым эсерам были одним из главных предметов обсуждения, высказывались резко негативные оценки. Съезд принял решение исключить из состава Советов левых эсеров, поддержавших политическую линию ЦК своей партии, и оставить возможности к сотрудничеству для тех организаций левых эсеров, что «отрекутся» от своего ЦК. Кроме этого вопроса, на третьем заседании снова поднимался продовольственный вопрос. В конце дня И. А. Теодорович огласил резолюцию от большевиков о борьбе с голодом, которая была принята.
Четвёртое заседание началось в 3 часа 15 минут дня 10 июля под председательством В. А. Аванесова. Были заслушаны: 

1) доклад Мандатной комиссии (докладчик В. Н. Максимовский);
 
2) предложение Аванесова об аннулировании постановления о поимённом голосовании;

3) доклад Троцкого об организации Красной Армии.
Съезд принял Конституцию РСФСР 1918 г.
Съезд официально одобрил идею применения против противников советской власти «массового террора».